# Limnocletodes knipowitschi
Limnocletodes knipowitschi is een eenoogkreeftjessoort uit de familie van de Cletodidae. De wetenschappelijke naam van de soort is voor het eerst geldig gepubliceerd in 1927 door Sars G.O..